# Bühl (Scheidegg)
Bühl (westallgäuerisch: Bil, uf Bil nap) ist ein Gemeindeteil der Marktgemeinde Scheidegg im bayerisch-schwäbischen Landkreis Lindau (Bodensee).

## Geographie
Die Einöde liegt circa 3,5 Kilometer südlich des Hauptorts Scheidegg und zählt zur Region Westallgäu. Unmittelbar im Nordosten grenzt Lindenau an Bühl.

## Ortsname
Der Ortsname beschreibt das neuhochdeutsche Wort -bühl für Hügel, somit bedeutet der Ortsname (Siedlung am) Hügel.

## Geschichte
Bühl wurde erstmals im Jahr 1818 mit sechs Wohngebäuden urkundlich erwähnt. Der Ort gehörte einst der Herrschaft Altenburg in der Grafschaft Bregenz an und ab 1808 dann der Gemeinde Scheffau, die 1972 nach Scheidegg eingemeindet wurde.